# Кізлівська сільська рада (Чорнухинський район)
Кізлівська сільська рада — орган місцевого самоврядування у Чорнухинському районі Полтавської області з центром у c. Кізлівка.
Населення — 2290 осіб.

## Населені пункти
Сільраді підпорядковані населені пункти:
- c. Кізлівка
- с. Галяве
- с. Ковалі
- с. Липове

Полтавська обласна рада рішенням від 27 червня 2014 року у Чорнухинському районі виключила з облікових даних село Біличеве Кізлівської сільради.